# Nymphicula saigusai
Nymphicula saigusai là một loài bướm đêm trong họ Crambidae.